# Cratere Lorde
Lorde è un cratere meteoritico sulla superficie di Mercurio.
Il cratere è dedicato alla poetessa statunitense Audre Lorde.